# Delta campaniformis
Delta campaniformis är en stekelart. Delta campaniformis ingår i släktet Delta och familjen Eumenidae.

## Underarter
Arten delas in i följande underarter:
- D. c. pseudopulcherrimus
- D. c. gracilis